# Nothing Has Changed
Nothing Has Changed è una compilation del musicista britannico David Bowie, pubblicato nel novembre 2014. 

## Brani
L'album include la nuova composizione originale inedita Sue (Or in a Season of Crime). Il disco è inoltre notevole per l'inclusione di brani provenienti dall'abortito album del 2001 Toy: Your Turn to Drive, in precedenza un singolo disponibile solo su internet, e versioni inedite e ri-registrate di Let Me Sleep Beside You e Shadow Man, tutte disponibili esclusivamente nella versione deluxe a 3 CD della raccolta.

## Titolo
Il titolo dell'album deriva dal testo della canzone Sunday presente sull'album di Bowie del 2002 Heathen.

## Storia
La raccolta è stata pubblicata in tre formati diversi, con tre copertine differenti: 2 CD, 3 CD, 2 LP.

## Accoglienza
L'album arriva in terza posizione in Australia, in quarta in Nuova Zelanda, in quinta nella Official Albums Chart, in Svizzera, Germania e Portogallo, in sesta in Austria, in settima nei Paesi Bassi, in ottava in Italia e la nona nelle Fiandre in Belgio.

## Tracce

### 3-CD Deluxe Edition
Disc 1
2014
1. Sue (Or in a Season of Crime) - 7:40

2013
1. Where Are We Now? - 4:09
2. Love Is Lost (Hello Steve Reich Mix by James Murphy for the DFA – Edit) - 4:07
3. The Stars (Are Out Tonight) - 3:57

2003
1. New Killer Star (radio edit) - 3:42

2002
1. Everyone Says 'Hi' (edit) - 3:29
2. Slow Burn (radio edit) - 3:55

2001
1. Let Me Sleep Beside You - 3:14
2. Your Turn to Drive - 4:44
3. Shadow Man - 4:48

1999
1. Seven (Marius de Vries mix) - 4:12
2. Survive (Marius de Vries mix) - 4:18
3. Thursday's Child (radio edit) - 4:25

1997
1. I'm Afraid of Americans (V1) (radio edit) - 4:30
2. Little Wonder (edit) - 3:40

1995
1. Hallo Spaceboy (PSB Remix) (con i Pet Shop Boys) - 4:23
2. The Hearts Filthy Lesson (radio edit) - 3:32
3. Strangers When We Meet (single version) - 4:21

Disc 2
1993
1. The Buddha of Suburbia - 4:24
2. Jump They Say (radio edit) - 3:53)

1987
1. Time Will Crawl (MM remix) - 4:18

1986
1. Absolute Beginners (single version) - 5:35

1986
1. Dancing in the Street (con Mick Jagger) - 3:20
2. Loving the Alien (single remix) (4:45)
3. This Is Not America (con Pat Metheny Group) - 3:51

1984
1. Blue Jean - 3:11

1983
1. Modern Love (single version) - 3:56
2. China Girl (single version) - 4:15
3. Let's Dance (single version) - 4:08

1980
1. Fashion (single version) - 3:25
2. Scary Monsters (and Super Creeps) (single version) - 3:32
3. Ashes to Ashes (single version) - 3:35

1981-1982
1. Under Pressure (edited version) (con i Queen) - 3:56

1979
1. Boys Keep Swinging - 3:17

1977
1. Heroes (single version) - 3:35
2. Sound and Vision (3:03)

1976
1. Golden Years (single version) - 3:27
2. Wild Is the Wind (2010 Harry Maslin Mix) - 5:58

Disc 3
1975
1. Fame - 4:14
2. Young Americans (2007 Tony Visconti mix of U.S. single edit) - 3:13

1974
1. Diamond Dogs - 5:56
2. Rebel Rebel (4:28)

1973
1. Sorrow - 2:53
2. Drive-In Saturday - 4:29
3. All the Young Dudes (previously unreleased stereo mix) - 3:08
4. The Jean Genie (original single mix) - 4:05

1972
1. Moonage Daydream - 4:40
2. Ziggy Stardust - 3:12
3. Starman (original single mix) - 4:10

1971
1. Life on Mars? (2003 Ken Scott mix) - 3:49
2. Oh! You Pretty Things - 3:11
3. Changes - 3:33

1970
1. The Man Who Sold the World - 3:56

1969
1. Space Oddity - 5:12

1967
1. In the Heat of the Morning - 3:00
2. Silly Boy Blue (3:54)

1966
1. Can't Help Thinking About Me - 2:46

1965
1. You've Got a Habit of Leaving - 2:32

1964
1. Liza Jane - 2:18

### 2-CD Edition
Disc 1
1969
1. Space Oddity - 5:12

1970
1. The Man Who Sold the World - 3:56

1971
1. Changes - 3:33
2. Oh! You Pretty Things - 3:11
3. Life On Mars? - 3:49

1972
1. Starman (original single mix) - 4:10
2. Ziggy Stardust - 3:12
3. Moonage Daydream - 4:40

1973
1. The Jean Genie (original single mix) - 4:05
2. All the Young Dudes (previously unreleased stereo mix) - 3:08
3. Drive-In Saturday - 4:29
4. Sorrow - 2:53

1974
1. Rebel Rebel - 4:28

1975
1. Young Americans (2007 Tony Visconti mix of U.S. single edit) - 3:13
2. Fame - 4:14

1976
1. Golden Years (single version) - 3:27

1977
1. Sound and Vision - 3:03
2. "Heroes" (single version) - 3:35

1979
1. Boys Keep Swinging - 3:17

1980
1. Fashion (single version) - 3:25
2. Ashes to Ashes (single version) - 3:35

Disc 2
1981-1982
1. Under Pressure (edited version) – con i Queen - 3:56

1983
1. Let's Dance (single version) - 4:08
2. China Girl (single version) - 4:15
3. Modern Love (single version) - 3:56

1984
1. Blue Jean - 3:11

1985
1. This Is Not America – con Pat Metheny Group - 3:51
2. Dancing in the Street – con Mick Jagger - 3:20

1986
1. Absolute Beginners (edit) - 4:46

1993
1. Jump They Say (radio edit) - 3:53

1995
1. Hallo Spaceboy (Pet Shop Boys remix) – con i Pet Shop Boys - 4:23

1997
1. Little Wonder (edit) - 3:40
2. I'm Afraid of Americans (V1 - clean edit) - 4:30

1999
1. Thursday's Child (radio edit) - 4:25

2002
1. Everyone Says 'Hi' - 3:29

2003
1. New Killer Star (radio edit) - 3:42

2013
1. Love Is Lost (Hello Steve Reich Mix by James Murphy for the DFA Edit) - 4:07
2. Where Are We Now? - 4:09

2014
1. Sue (Or in a Season of Crime) - 7:40

### Versione doppio vinile LP
Lato 1
1. Let's Dance (single version) - 4:08
2. Ashes to Ashes (single version) - 3:35
3. "Heroes" (single version) - 3:35
4. Changes - 3:33
5. Life On Mars? - 3:49

Lato 2
1. Space Oddity - 5:12
2. Starman (original single mix) - 4:10
3. Ziggy Stardust - 3:12
4. The Jean Genie (original single mix) - 4:05
5. Rebel Rebel - 4:28

Lato 3
1. Golden Years (single version) - 3:27
2. Fame - 4:14
3. Sound and Vision - 3:03
4. Under Pressure (edited version) - con i Queen - 3:56
5. Sue (Or in a Season of Crime) - 7:40

Lato 4
1. Hallo Spaceboy (Pet Shop Boys remix) – con i Pet Shop Boys - 4:23
2. China Girl (single version) - 4:15
3. Modern Love (single version) - 3:56
4. Absolute Beginners (single version) - 5:35
5. Where Are We Now? - 4:09

### Edizione CD singolo
1. Let's Dance (single version) - 4:08
2. Ashes to Ashes (single version) - 3:35
3. Under Pressure (edited version) – con i Queen - 3:56
4. "Heroes" (single version) - 3:35
5. Changes - 3:33
6. Space Oddity (UK stereo single edit - solo in questa edizione) - 4:33
7. Lady Stardust (esclusiva per il Giappone) - 3:20
8. Life on Mars? - 3:49
9. Starman (original single mix) - 4:10
10. Ziggy Stardust - 3:12
11. The Jean Genie (original single mix) - 4:05
12. Rebel Rebel - 4:28
13. Golden Years (single version) (esclusiva per Argentina & Messico) - 3:27
14. Fame - 4:14
15. Sound and Vision - 3:03
16. Hallo Spaceboy (Pet Shop Boys remix) – con i Pet Shop Boys - 4:23
17. China Girl (single version) - 4:15
18. Dancing in the Street – con Mick Jagger - 3:20
19. Absolute Beginners (edited version) - 4:46
20. Where Are We Now? - 4:09
21. Sue (Or in a Season of Crime) (radio edit) - 4:01